# Talia (Cárite)

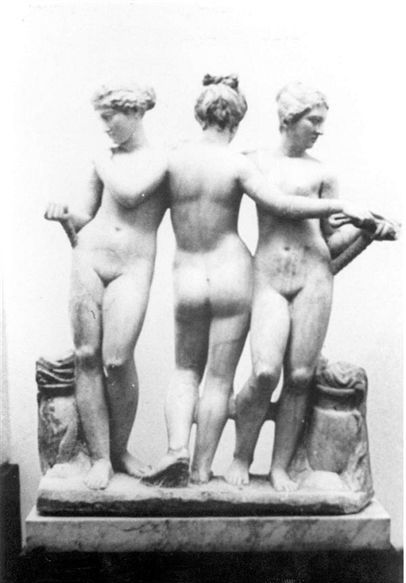
Escultura de Las Tres Gracias, en el Museo de Antigüedades de Cirene.

En la mitología griega, Talia o Talía (en griego: Θᾶλίᾱ, Thalía;  «floreciente»  o «abundancia») es una de las tres Cárites o Gracias, junto con sus hermanas Aglaya y Eufrósine.  Hija de Zeus y de Eurínome  o Eunomia.  Se dice que ama los cantos  y preside la vegetación como el resto de sus hermanas.
No posee mitología propia. Como sustantivo común «θαλία», thalía (o «θαλίη», thalíē, en jónico) significa ‘flor’; de forma figurada ‘dicha, felicidad, alegría, abundancia’; y en contextos festivos ‘banquete, festín, fiesta, celebración’. A menudo se la relacionan con estos conceptos.